# PL-SQL
PL/SQL（Procedural Language/SQL）是甲骨文公司專有的SQL擴展語言，應用在甲骨文公司的Oracle数据库系統。一些的SQL数据库管理系統也提供了類似的擴展SQL語言。PL/SQL的語法非常類似於Ada，而且像1980年代的Ada編譯器一樣，PL/SQL的運作系統使用Diana作為中介語言。
重要的是PL/SQL緊密的結合在Oracle数据库裡面。
PL/SQL是Oracle數據庫使用的三種語言的其中之一，另外兩個是SQL和Java。

## 特性

### SQL连接操作
Oracle连接操作(left join ,right join,full join)的语法确与SQL标准完全不同，没有左连接与右连接的概念，也不支持全外连接。Oracle语法如下所示：
```
 select * from t1,t2 where t1.id=t2.id(+)
```

采用(+)来表示外连接，在Oracle中它相当于左连接。Oracle9i中增加了标准外连接的语法支持，但使用不广。

### 物化视图
物化视图（materialized view）或译为实体化视图。与普通视图关系不同，物化视图更像是一个表，保存了实实在在的数据，并且可以与表一样定义存储参数，可以与表一样使用select,insert,update,delete。在其它数据库中也有和物化视图相似的解决方案，DB2叫物化查询表(materialized query table)，sqlserver有索引视图，但是索引视图仅是起优化作用，与oracle的物化视图还不太一样。

## 数据类型

### 数值类型
采用本地的number类型做指数或对数运算，与标准的浮点数性能可能会相差50倍。好在Oracle10g中增加了高效的浮点类型binary_float,binary_double，从而弥补了浮点数性能的问题。
```
variable_name
 
number
[([
P
][,
 
S
])]
 
=
 
0
;

```

- NUMBER可选指定precision (P)与scale (S)。精度表示十进制有效数字的个数，最多不能超过38个有效数字（实际支持39-40位十进制数字）[註 1]。Scale的范围为[-84，127]。Scale为正数时，表示从小数点到最不重要的十进制有效数字的个数；为负数时，其绝对值表示从最不重要的十进制有效数字到小数点的位数。如果没有指定精度，precision与scale默认为最大的取值区间。如果指定了精度，没有指定scale，scale默认为0。内部存储格式是变长阿拉伯数字的字节数组:
  - 首字节为长度值，最大22；如果为NULL，则该字节值为255(0xFF)
  - 第二字节是符号和指数字节(sign bit/exponent)，其最高比特为符号位，1表示正数，0表示负数；其余7比特构成基为100的指数值，取值范围[-65，62]，NUMBER数据类型的取值范围为[10-130,10126)；
    - 第二字节值大于128，则：指数值=字节值 - 128 - 64= 字节值-192，即去除符号比特后偏移了64。字节值最大为254
    - 第二字节值等于128，则NUMBER数据类型表示值0
    - 第二字节值小于128，则：指数值=(255-字节值)-128-64=63-ZV，即取反后去除符号比特再偏移64

  - 其余字节保存了基数为100的数值00-99
    - 对于正数：实际值＝存储值－1
    - 对于负数：实际值＝存储值-101；字节值102 (0x66)标志字节数组的结束。[1]
    - 两个字节255与101表示正无穷
    - 单字节0表示负无穷
- INTEGER是NUMBER的子类型，它等同于NUMBER（38,0），用来存储整数。若插入、更新的数值有小数，则会被四舍五入。
- FLOAT类型也是NUMBER的子类型。Float(n),数 n 指示位的精度，可以存储的值的数目。n 值的范围可以从 1 到 126。若要从二进制转换为十进制的精度，请将 n 乘以 0.30103。要从十进制转换为二进制的精度，请用 3.32193 乘小数精度。126 位二进制精度的最大值是大约相当于 38 位小数精度。
- BINARY_FLOAT 是 32 位、 单精度浮点数字数据类型。可以支持至少6位精度,每个 BINARY_FLOAT 的值需要 5 个字节，包括长度字节。
- BINARY_DOUBLE 是为 64 位，双精度浮点数字数据类型。每个 BINARY_DOUBLE 的值需要 9 个字节，包括长度字节。

其它数值类型：
dec, decimal, double precision, int, numeric, real, smallint, binary_integer.

### 字符类型
字符串数据类型依据存储空间分为两种：
- 固定长度类型：CHAR/NCHAR，自动补足空格，最多可以存储2,000字节
- 可变长度类型：VARCHAR2/NVARCHAR2，最大字节数都是4000，自动删除首尾的空格

串的开头存储了串的长度。如果串的长度小于或等于250（0x01~0xFA）， Oracle 会使用1 个字节来表示长度。对于所有长度超过250 的串，都会在一个标志字节0xFE 后跟有两个字节来表示长度。
chr(0)表示的不可见字符，即我们通常所说的\0
- CHAR类型： CHAR(size [BYTE | CHAR]) 固定长度字符串；
- NCHAR类型： 根据字符集而定的UNICODE格式固定长度字符串 最大长度2000 bytes。
- VARCHAR类型: 不建议使用。虽然VARCHAR数据类型目前是VARCHAR2的同义词，VARCHAR数据类型将被重新定义为一个单独的数据类型用于可变长度的字符串相比，与VARCHAR2具有不同的比较语义
- varchar2类型：变长字符串
- nvarchar2()类型：包含UNICODE格式数据的变长字符串

```
--  字段translated_name是NCHAR类型，则需要如下书写：

SELECT
 
translated_description
 
FROM
 
product_descriptions
 

WHERE
 
translated_name
 
=
 
N
'LCD Monitor 11/PM'
;
  

variable_name
 
varchar2
(
20
)
 
=
 
'Text'
;

-- e.g.: 

address
 
varchar2
(
20
)
 
:=
 
'lake view road'
;

```

### 日期类型
```
variable_name
 
date
 
=
 
to_date
(
'01-01-2005 14:20:23'
,
 
'DD-MM-YYYY hh24:mi:ss'
);

```

- Date类型可以表示日期与时间。精度到秒。日期范围可以是公元前4712年1月1日至公元9999年12月31日。占用7个字节的存储空间。第1字节：世纪+100；第2字节：年； 第3字节：月； 第4字节：天； 第5字节：小时+1； 第6字节：分+1；第7字节：秒+1。其中时间可以忽略。但无法只表示时间而忽略日期。Oracle Datatypes（页面存档备份，存于）
- TIMESTAMP类型：7字节或11字节的定宽日期/时间数据类型。可以包含小数秒，小数位数可以指定为0-9，默认为6位，所以最高精度可以到ns(纳秒).如果精度为0，则用7字节存储，与date类型功能相同，如果精度大于0则用11字节存储。
- TIMESTAMP WITH TIME ZONE类型：TIMESTAMP类型的变种，它包含了时区偏移量的值
- TIMESTAMP WITH LOCAL TIME ZONE类型：
- INTERVAL YEAR TO MOTH：
- INTERVAL DAY TO SECOND：

函数TO_DATE把字符串转换为日期值。
```
 
to_date
(
'31-12-2004'
,
 
'dd-mm-yyyy'
)

 
to_date
 
(
'31-Dec-2004'
,
 
'dd-mon-yyyy'
,
 
'NLS_DATE_LANGUAGE = American'
)

```

函数TO_CHAR (date_string, format_string)把日期值转换为字符串。
PL/SQL支持使用ANSI日期与时间间隔值 The following clause gives an 18-month range:
示例：
```
WHERE
 
dateField
 
BETWEEN
 
DATE
 
'2004-12-30'
 
-
 
INTERVAL
 
'1-6'
 
YEAR
 
TO
 
MONTH

    
AND
 
DATE
 
'2004-12-30'

```

```
create
 
table
 
T

(

   
C1
 
DATE
,

   
C2
 
TIMESTAMP
(
9
)

);

 

insert
 
into
 
t
(
c1
,
c2
)
 
values
(
date
'2010-2-12'
,
timestamp
'2010-2-12 13:24:52.234123211'
);

insert
 
into
 
t
(
c1
,
c2
)
 
values
(

        
to_date
(
'2010-2-12 10:20:30'
,
'YYYY-MM-DD HH24:MI:SS'
),

        
to_timestamp
(
'2010-2-12 13:24:52.123456'
,
'YYYY-MM-DD HH24:MI:SS.FF6'
)

);

 

SQL
>
 
select
 
c1
,
dump
(
c1
)
 
c1_d
,
c2
,
dump
(
c2
)
 
c2_d
 
from
 
t
;

```

- sysdate--返回当前系统日期和时间，精确到秒
- systimestamp--返回当前系统日期和时间，精确到毫秒

日期型数据可以与数值加减得到新的日期，加减数值单位为天
- sysdate+1--取明天的当前时间
- sysdate-1/24--取当前时间的前一个小时

### LOB类型
内置的LOB数据类型包括BLOB、CLOB、NCLOB、BFILE（外部存储）的大型化和非结构化数据，如文本、图像、视屏、空间数据存储。
- BLOB 数据类型：存储非结构化的二进制数据大对象，它可以被认为是没有字符集语义的比特流，一般是图像、声音、视频等文件。BLOB对象最多存储(4 gigabytes-1) * (database block size)的二进制数据。
- CLOB 数据类型：存储单字节和多字节字符数据。支持固定宽度和可变宽度的字符集。CLOB对象可以存储最多 (4 gigabytes-1) * (database block size) 大小的字符
- NCLOB 数据类型：存储UNICODE类型的字符数据，支持固定宽度和可变宽度的字符集，NCLOB对象可以存储最多(4 gigabytes-1) * (database block size)大小的文本数据。
- BFILE 数据类型：存储在数据库外的二进制文件，只读，最大长度4G

### LONG类型，RAW类型，LONG RAW类型
均为较老的数据类型，Oracle不建议使用。
- LONG类型存储变长字符串，最多达2G的字节数据。存储在LONG 类型中的文本要进行字符集转换。支持LONG 列只是为了保证向后兼容性。LONG类型的限制如下：
  - 一个表中只有一列可以为LONG型。
  - LONG列不能定义为主键或唯一约束
  - 不能建立索引
  - LONG数据不能指定正则表达式。
  - 函数或存储过程不能接受LONG数据类型的参数。
  - LONG列不能出现在WHERE子句或完整性约束（除了可能会出现NULL和NOT NULL约束）
- LONG RAW 类型，能存储2GB 的原始二进制数据（不用进行字符集转换的数据）
- RAW类型用于存储二进制或字符类型数据，变长二进制数据类型，这说明采用这种数据类型存储的数据不会发生字符集转换。这种类型最多可以存储2,000字节的信息

### ROWID & UROWID类型
在数据库中的每一行都有一个地址。然而，一些表行的地址不是物理或永久的，或者不是ORACLE数据库生成的。例如，索引组织表行地址存储在索引的叶子，可以移动。例如,外部表的ROWID（如通过网关访问DB2表）不是标准的ORACLE的rowid。
ORACLE使用通用的ROWID（UROWIDs）的存储地址的索引组织表和外表。10个字节，格式为： ********.****.****，*为0或1。NROWID类型为二进制数据表中记录的唯一行号，最大长度4000字节
索引组织表有逻辑urowids的，和外表的外urowids。UROWID这两种类型的存储在ROWID（堆组织的表的物理行id）。
创建基于逻辑的rowid在表中的主键。逻辑的rowid不会改变，只要主键不改变。索引组织表的ROWID伪UROWID数据类型。你可以访问这个伪列，你会堆组织表的ROWID伪（即使用一个SELECT ...ROWID语句）。如果你想存储的rowid索引组织表，那么你就可以定义一列的表型UROWID到列检索值的ROWID伪。

### 指定列的数据类型
定义一个变量，其类型是指定表的指定列的数据类型：
```
Variable_name 
Table_name
.
Column_name
%type;
```

### 自定义类型
程序员自定义类型：
```
type
 
data_type
 
is
 
record
 
(
field_1
 
type_1
 
=
 
xyz
,
 
field_2
 
type_2
 
:=
 
xyz
,
 
...
,
 
field_n
 
type_n
 
=
 
xyz
);

```

例如：
```
declare

    
type
 
t_address
 
is
 
record
 
(

        
name
 
address
.
name
%type
,

        
street
 
address
.
street
%type
,

        
street_number
 
address
.
street_number
%type
,

        
postcode
 
address
.
postcode
%type
);

    
v_address
 
t_address
;

begin

    
select
 
name
,
 
street
,
 
street_number
,
 
postcode
 
into
 
v_address
 
from
 
address
 
where
 
rownum
 
=
 
1
;

end
;

```

可以使用点表示（dot-notation）获取结构中的域：
```
v_address.street = 'High Street';"
```

### 自增长数据类型
Oracle的数据类型里没有自增长（auto-incremental）字段类型，Oracle的官方解决方案是采用sequence实现。insert的时候需要用sequence.nextval。需要增加一张专用表来保存自增长字段的表和字段名，每次新增记录时都把这个记录值加1再取出使用。

## 条件语句
以下的代码展示了IF-THEN-ELSIF结构。ELSIF和ELSE部分是可选的，从而可以创建更简单的IF-THEN或者IF-THEN-ELSE结构。
```
IF
 
x
 
=
 
1
 
THEN

   
sequence_of_statements_1
;

ELSIF
 
x
 
=
 
2
 
THEN

   
sequence_of_statements_2
;

ELSIF
 
x
 
=
 
3
 
THEN

   
sequence_of_statements_3
;

ELSIF
 
x
 
=
 
4
 
THEN

   
sequence_of_statements_4
;

ELSIF
 
x
 
=
 
5
 
THEN

   
sequence_of_statements_5
;

ELSE

   
sequence_of_statements_N
;

END
 
IF
;

```

CASE语句简化了一些大的IF-THEN-ELSE结构。
```
CASE

   
WHEN
 
x
 
=
 
1
 
THEN
 
sequence_of_statements_1
;

   
WHEN
 
x
 
=
 
2
 
THEN
 
sequence_of_statements_2
;

   
WHEN
 
x
 
=
 
3
 
THEN
 
sequence_of_statements_3
;

   
WHEN
 
x
 
=
 
4
 
THEN
 
sequence_of_statements_4
;

   
WHEN
 
x
 
=
 
5
 
THEN
 
sequence_of_statements_5
;

   
ELSE
 
sequence_of_statements_N
;

END
 
CASE
;

```

CASE语句可以使用预定义的选择符：
```
CASE
 
x

   
WHEN
 
1
 
THEN
 
sequence_of_statements_1
;

   
WHEN
 
2
 
THEN
 
sequence_of_statements_2
;

   
WHEN
 
3
 
THEN
 
sequence_of_statements_3
;

   
WHEN
 
4
 
THEN
 
sequence_of_statements_4
;

   
WHEN
 
5
 
THEN
 
sequence_of_statements_5
;

   
ELSE
 
sequence_of_statements_N
;

END
 
CASE
;

```

## 陣列
PL/SQL 将数组称为“集合”（collection）。 该语言提供三种类型的集合：
- 关联数组（索引表）
- 嵌套表
- Varray（可变大小数组）

程序员必须为变量指定上限，但不需要为索引表或嵌套表指定上限。 该语言包含多种用于操作集合元素的集合方法：例如 FIRST、LAST、NEXT、PRIOR、EXTEND、TRIM、DELETE 等。索引表可用于模拟关联数组。

### 关联数组（索引表）
对于索引表，可以通过数字或字符串对数组进行索引。 它与Java映射类似，由键值对组成。 只有一维且无界。

### 嵌套表
对于嵌套表，程序员需要了解嵌套的内容。 在这里，创建了一个可能由多个组件组成的新类型。 然后可以使用该类型在表中创建一列，并在该列中嵌套这些组件。
With nested tables the programmer needs to understand what is nested. Here, a new type is created that may be composed of a number of components. That type can then be used to make a column in a table, and nested within that column are those components.

### Varray（可变大小数组）
对于 Varray，需要了解“可变大小数组”短语中的“变量”一词并不像想象的那样适用于数组的大小。 声明数组的大小实际上是固定的。 数组中元素的数量是可变的，最多可达声明的大小。 可以说，可变大小的数组的大小并不是那么可变。

## 迴圈
从过程语言的，PL/SQL提供了多种迭代结构，包括基本的LOOP语句、WHILE 循环、FOR循环和Cursor FOR循环。 从 Oracle 7.3 开始，引入了REF CURSOR 类型，以允许从存储过程和函数返回记录集。 Oracle 9i引入了预定义的SYS_REFCURSOR类型，这意味着我们不再需要定义自己的 REF CURSOR 类型。
如果退出循环，则必须使用exit语句终止循环。exit语句分两种格式：
```
exit：该格式的语句用于无条件强迫终止循环。
exit...when：该格式用于有条件终止循环，首先检测when的条件是否满足。
```

例1：
```
loop
    if...then exit；
    end if；
end loop；
```

例2：
```
loop
   exit when；
end loop；
```

### LOOP语句
```
<<
parent_loop
>>

LOOP

	
statements

	
<<
child_loop
>>

	
loop

		
statements

		
exit
 
parent_loop
 
when
 
<
condition
>
;
 
-- Terminates both loops

		
exit
 
when
 
<
condition
>
;
 
-- Returns control to parent_loop

	
end
 
loop
 
child_loop
;

        
if
 
<
condition
>
 
then

           
continue
;
 
-- continue to next iteration

        
end
 
if
;

	
exit
 
when
 
<
condition
>
;

END
 
LOOP
 
parent_loop
;

```

Loop可用EXIT关键字或抛出异常来终止。

### FOR循环
```
DECLARE

    
var
 
NUMBER
;

BEGIN

    
/* N.B. for loop variables in PL/SQL are new declarations, with scope only inside the loop */

    
FOR
 
var
 
IN
 
0
 
..
 
10
 
LOOP

        
DBMS_OUTPUT
.
PUT_LINE
(
var
);

    
END
 
LOOP
;

    
IF
 
var
 
IS
 
NULL
 
THEN

        
DBMS_OUTPUT
.
PUT_LINE
(
'var is null'
);

    
ELSE

        
DBMS_OUTPUT
.
PUT_LINE
(
'var is not null'
);

    
END
 
IF
;

END
;

```

输出:
```
 0
 1
 2
 3
 4
 5
 6
 7
 8
 9
 10
 var is null
```

for...loop循环可以限定循环的次数例如：
```
declare
  div_name varchar2(20);
  div_num integer:=1;
begin
  for div_num in 1..9 loop
      select name into div_name from div_tab where div_author='A000'||to_char(div_num);
  end loop;
end;
```

例如：
```
declare
   div_name varchar2(20);
   div_num integer=1;
begin
   for div_num in 1..9 loop
        EXIT WHEN div_num >7;
        DBMS_OUTPUT.put_line(div_num);
   end loop;
end;
```

### Cursor FOR循环
```
FOR
 
RecordIndex
 
IN
 
(
SELECT
 
person_code
 
FROM
 
people_table
)

LOOP

  
DBMS_OUTPUT
.
PUT_LINE
(
RecordIndex
.
person_code
);

END
 
LOOP
;

```

Cursor-for循环自动打开一个cursor，读入其数据并再次关闭游标。
作为替代方案，PL/SQL 程序员可以提前预定义游标的 SELECT 语句，以（例如）允许重用或使代码更易于理解（在长查询或复杂查询的情况下特别有用）。 
```
DECLARE

  
CURSOR
 
cursor_person
 
IS

    
SELECT
 
person_code
 
FROM
 
people_table
;

BEGIN

  
FOR
 
RecordIndex
 
IN
 
cursor_person

  
LOOP

    
DBMS_OUTPUT
.
PUT_LINE
(
recordIndex
.
person_code
);

  
END
 
LOOP
;

END
;

```

FOR 循环中 person_code 的概念用点符号（“.”）表示:
```
RecordIndex
.
person_code

```

### while循环
```
while...loop;
```

while...loop循环在执行语句时，首先检测条件的值。例如：
```
declare
  div_name varchar2(20);
  div_num integer=1;
begin
  while div_num<10 loop
    select name into div_name from div_tab where div_author ='A000'||to_char(div_num);
    div_num=div_num+1;
  end loop;
end;
```

## 游标
游标是指向私有SQL区域的指针，该区域存储来自SELECT或数据操作语言(DML)语句（INSERT、UPDATE、DELETE 或 MERGE）的信息。游标保存SQL语句返回的行（一行或多行）。游标所保存的行集称为活动集（active set）。
游标可以是显式的或隐式的。在FOR循环中，如果要重用查询，则应使用显式游标，否则首选隐式游标。如果在循环内使用游标，则在需要批量收集或需要动态SQL时，建议使用 FETCH。
```
create
 
or
 
replace
 
procedure
 
test
()
 
IS
 

cusor_1
 
Cursor
 
is
 
select
 
std_name
 
from
 
student
 
where
 
...;
 
--Cursor 的使用方式1 

cursor_2
 
Cursor
;
 

begin
 

select
 
class_name
 
into
 
cursor_2
 
from
 
class
 
where
 
...;
 
--Cursor 的使用方式2 

-- 可使用For x in cursor LOOP .... end LOOP; 来实现对Cursor 的遍历 

end
 
test
;
 

-- SYS_REFCURSOR 型游标，该游标是Oracle 以预先定义的游标，可作出参数进行传递 

create
 
or
 
replace
 
procedure
 
test1
(
rsCursor
 
out
 
SYS_REFCURSOR
)
 
IS
 

cursor
 
SYS_REFCURSOR
;
 

name
 
varhcar
(
20
);
 

begin
 

OPEN
 
cursor
 
FOR
 
select
 
name
 
from
 
student
 
where
 
...
 
--SYS_REFCURSOR 只能通过OPEN 方法来打开和赋值 

LOOP
 

    
fetch
 
cursor
 
into
 
name
 
-- SYS_REFCURSOR 只能通过fetch into 来打开和遍历 

    
exit
 
when
 
cursor
%
NOTFOUND
;
 

    
--SYS_REFCURSOR 中可使用三个状态属性： 

         
---%NOTFOUND( 未找到记录信息) %FOUND( 找到记录信息) 

         
---%ROWCOUNT( 然后当前游标所指向的行位置) 

    
dbms_output
.
putline
(
name
);
 

end
 
LOOP
;
 

rsCursor
 
:
=
 
cursor
;
 

end
 
test1
;

```

## 存储过程
查看存储过程：
```
select
 
text

from
 
USER_SOURCE

where
 
name
=
'My_Store_Precedure_Name'

order
 
by
 
LINE
;

```

## 類似的語言
功能近似PL/SQL的程序語言和其他關係型資料庫：
- Sybase ASE
- Microsoft SQL Server的Transact-SQL
- PostgreSQL資料庫的PL/pgSQL（模仿PL/SQL）
- IBM DB2的SQL PL[5]
- 符合ISO SQL的SQL/PSM標準。

PL/SQL 的工作方式类似于与其他关系数据库关联的嵌入式过程语言。 例如，Sybase ASE 和 Microsoft SQL Server 具有 Transact-SQL，PostgreSQL 具有 PL/pgSQL（在一定程度上模拟 PL/SQL），MariaDB 包括 PL/SQL 兼容性解析器，而 IBM Db2 包括 SQL 过程语言，符合ISO SQL的SQL/PSM标准。
PL/SQL的设计者将其语法建模为Ada的语法。 Ada 和 PL/SQL都以Pascal語言作为共同的祖先，因此 PL/SQL 在大多数方面也类似于 Pascal。 然而，PL/SQL 包的结构与 Borland Delphi 或Free Pascal 单元实现的基本 Object Pascal 程序结构并不相似。 程序员可以在 PL/SQL 包中定义公共和私有全局数据类型、常量和静态变量。
PL/SQL 还允许定义类并将它们实例化为 PL/SQL 代码中的对象。 这类似于面向对象编程语言（如 Object Pascal、C++ 和 Java）中的用法。 PL/SQL 将类称为“抽象数据类型”(ADT) 或“用户定义类型”(UDT)，并将其定义为 Oracle SQL 数据类型而不是 PL/SQL 用户定义类型，从而允许 它在 Oracle SQL 引擎和 Oracle PL/SQL 引擎中的使用。 抽象数据类型的构造函数和方法是用 PL/SQL 编写的。 生成的抽象数据类型可以作为 PL/SQL 中的对象类进行操作。 此类对象还可以作为 Oracle 数据库表中的列值保留。
尽管表面上相似，但 PL/SQL 与 Transact-SQL 本质上是不同的。 将代码从一种语言移植到另一种语言通常涉及不平凡的工作，这不仅是因为两种语言的功能集存在差异，还因为 Oracle 和 SQL Server 处理并发的方式存在非常显着的差异 和锁定。